# Disciplina eclesiástica
La disciplina eclesiástica o disciplina de la Iglesia es la práctica de censurar a los miembros de la Iglesia cristiana cuando se percibe que han pecado, con la esperanza de que el infractor se arrepienta y se reconcilie con Dios y la Iglesia. 
También destinada a proteger a otros miembros de la Iglesia de la influencia del pecado, también trata sobre los asuntos disciplinarios relacionados con los clérigos. En la Edad Media, el término se utilizó ampliamente en el marco de la Reforma gregoriana para denunciar los abusos del clero: Nicolaísmo (problema del matrimonio de los clérigos), simonía (tráfico de bienes espirituales), investidura de clérigos por los laicos, etc. La excomunión generalmente se consideraba un último recurso para la persona que no se arrepintiese de su pecado.

## Disciplina de la Iglesia católica
La Congregación para la Doctrina de la Fe es la más antigua de las nueve congregaciones de la Curia romana. Supervisa la doctrina católica y está entre las más activas de la Curia.
El artículo 48 de la Constitución Apostólica sobre la Curia Romana, Pastor Bonus, promulgada por el Papa Juan Pablo II el 28 de junio de 1988 establece que el deber propio de la Congregación para la Doctrina de la Fe es promover y salvaguardar la doctrina sobre la fe y la moral en todo el mundo católico.
La Congregación para el Culto Divino y la Disciplina de los Sacramentos es la congregación de la Curia Romana que maneja la mayoría de los asuntos relacionados con las prácticas litúrgicas de la Iglesia Católica Latina, a diferencia de las Iglesias Católicas Orientales y también algunos asuntos técnicos relacionados con los Sacramentos.
En algunos contextos, la "disciplina de la iglesia" puede referirse a las reglas que gobiernan una ordenación eclesiástica, como el caso de los sacerdotes o monjes, o como el celibato eclesiástico.

## Disciplina de la Iglesia protestante
En un sentido estricto, la disciplina eclesiástica sería el equivalente protestante del derecho canónico en la Iglesia Católica.
Este nombre proviene del hecho de que los primeros textos de la tradición reformada fueron, esencialmente disciplinarios, en el sentido corriente de la palabra. En el primer tercio del siglo XVI se trataba de "erigir" verdaderas Iglesias, con ministros formados y consagrados, y fieles "fieles".
Junto a la predicación y la administración adecuada de los sacramentos, los protestantes durante la Reforma, la consideraron como una de las "marcas de una verdadera iglesia". La disciplina de la iglesia se menciona varias veces en la Biblia.
En 1 Corintios 5 y otros pasajes, la Biblia enseña que el pecado si no se trata en una congregación puede contaminar a otros miembros del cuerpo de Cristo, como la levadura se esparce por el pan. Esta fue una doctrina importante en el desarrollo de diferentes ramas del movimiento de los Hermanos de Plymouth. También es un tema importante de discusión en muchas iglesias en la actualidad.
La Confesión de Fe de Westminster ve los tres pasos de la disciplina de la iglesia como "amonestación", "suspensión del sacramento de la Cena del Señor por un tiempo" y, finalmente, excomunión.

## Las enseñanzas de la Biblia sobre la disciplina correctora de la Iglesia
La máxima autoridad reside en Cristo, que autoriza a la Iglesia a usarla según sea necesario. (Mateo 18:17)
La disciplina correctora es para:
- Alborotadores y los que siembran discordia. (Romanos 16:17)
- Los revoltosos y los desordenados. (1 Tesalonicenses 5:14)
- Los que desobedecen las grandes doctrinas de la fe. (2 Tesalonicenses 3: 13-14)
- Los que niegan las grandes doctrinas de la fe. (1 Timoteo 6: 3-4)

Procedimientos en disciplina:
- Organizar una reunión privada con el ofensor. (Mateo 18:15)
- Si una reunión privada fracasa, reunirse con ellos y varios testigos. (Mateo 18:16)
- Amonestarlos y advertirlos. (Tito 3:10)
- Como último recurso, llevar el asunto a toda la iglesia. (Mateo 18:17)
- Eliminar su afiliación y evitarlos. (Romanos 16:17)
- Estar listo para perdonarlos cuando ocurre un arrepentimiento (2 Corintios 2: 7)

Propósito de la disciplina
- Mantener los estándares de la iglesia a un mundo que mira. (Mateo 5: 13-16)
- Evitar que el pecado se extienda por toda la iglesia. (Josué 7: 3); (1 Corintios 5: 6-7)
- Ayudar a la persona culpable a encontrar su camino hacia Dios. (2 Corintios 2: 6-8)
- Escapar del juicio de Dios sobre los santos que pecan habitualmente. (1 Corintios 11:30)[5]